# Ad Demetrianum
Ad Demetrianum è apologia scritta tra il 251 e il 253 da Tascio Cecilio Cipriano, padre della Chiesa, di carattere apologetico.
Demetriano, il destinatario dell'opera era un pagano, duro nemico dei cristiani, da lui accusati di essere responsabili delle guerre, delle pestilenze, delle carestie e di ogni sorta di avversità.
San Cipriano si è ispirato all'Apologeticum di Tertulliano. 
| Controllo di autorità | VIAF (EN) 259960268 · BAV 492/57208 · LCCN (EN) nr2003033610 · GND (DE) 4131370-7 · BNE (ES) XX2096692 (data) · BNF (FR) cb14522914n (data) · J9U (EN, HE) 987007440036405171 |